# Critics' Choice Television Award de la meilleure actrice dans une mini-série ou un téléfilm
Le Critics' Choice Television Award de la meilleure actrice dans une mini-série ou un téléfilm (Critics' Choice Television Award for Best Movie/Miniseries Actress) est l'une des récompenses décernées aux professionnels de l'industrie du cinéma par le jury de la Broadcast Television Journalists Association depuis 2012.

## Palmarès

### Années 2010
- 2012 : Julianne Moore pour le rôle de Sarah Palin dans Game Change
  - Gillian Anderson pour le rôle de Miss Havisham dans Great Expectations
  - Patricia Clarkson pour le rôle de Mia dans Five
  - Jessica Lange pour le rôle de Constance Langdon dans American Horror Story
  - Lara Pulver pour le rôle d'Irene Adler dans Sherlock
  - Emily Watson pour le rôle de Janet Leach dans Une femme de confiance

- 2013 : Elisabeth Moss pour le rôle de Robin Griffin dans Top of the Lake
  - Angela Bassett pour le rôle de Coretta Scott King dans Betty and Coretta
  - Romola Garai pour le rôle de Bel Rowley dans The Hour
  - Rebecca Hall pour le rôle de Sylvia Tietjens dans Parade's End
  - Jessica Lange pour le rôle de la sœur Jude / Judy Martin dans American Horror Story
  - Sigourney Weaver pour le rôle d'Elaine Barrish dans Political Animals

- 2014 : Jessica Lange pour le rôle de Fiona Goode dans American Horror Story: Coven
  - Helena Bonham Carter pour le rôle de Elizabeth Taylor dans Burton and Taylor
  - Minnie Driver pour le rôle de Maggie Royal dans Return to Zero
  - Whoopi Goldberg pour le rôle de Viola dans A Day Late and a Dollar Short
  - Holliday Grainger pour le rôle de Bonnie Parker dans Bonnie and Clyde: Dead and Alive
  - Cicely Tyson pour le rôle de Mrs. Carrie Watts dans The Trip to Bountiful

- 2015 : Frances McDormand pour le rôle d'Olive Kitteridge dans Olive Kitteridge
  - Aunjanue Ellis pour le rôle d'Aminata dans The Book of Negroes
  - Maggie Gyllenhaal pour le rôle de Nessa Stein dans The Honourable Woman
  - Felicity Huffman pour le rôle de Barbara "Barb" Hanlon dans American Crime
  - Jessica Lange pour le rôle d'Elsa Mars dans American Horror Story: Freak Show
  - Queen Latifah pour le rôle de Bessie Smith dans Bessie
- 2016 : Kirsten Dunst pour le rôle de Peggy Blumquist dans Fargo
  - Kathy Bates pour le rôle d'Iris dans American Horror Story: Hotel
  - Sarah Hay pour le rôle de Claire Robbins dans Flesh and Bone
  - Alyvia Alyn Lind pour le rôle de Dolly Parton dans Dolly Parton's Coat of Many Colors
  - Rachel McAdams pour le rôle de Det. Antigone "Ani" Bezzerides dans True Detective
  - Shanice Williams pour le rôle de Dorothy Gale dans The Wiz Live!

- 2016 : Sarah Paulson pour le rôle de Marcia Clark dans American Crime Story: The People vs. O.J. Simpson (The People v. O. J. Simpson)
  - Olivia Colman pour le rôle d'Angela Burr dans The Night Manager
  - Felicity Huffman pour le rôle de Leslie Graham dans American Crime
  - Cynthia Nixon pour le rôle de Nancy Reagan dans Killing Reagan
  - Lili Taylor pour le rôle d'Anne Blaine dans American Crime
  - Kerry Washington pour le rôle d'Anita Hill dans Confirmation

- 2018 : Nicole Kidman pour le rôle de Celeste Wright dans Big Little Lies
  - Jessica Biel pour le rôle de Cora Tannetti dans The Sinner
  - Alana Boden pour le rôle d'Elizabeth Smart dans I Am Elizabeth Smart
  - Carrie Coon pour le rôle de Gloria Burgle dans Fargo
  - Jessica Lange pour le rôle de Joan Crawford dans Feud: Bette and Joan
  - Reese Witherspoon pour le rôle de Madeline Martha Mackenzie dans Big Little Lies

- 2019 : Amy Adams pour le rôle de Camille Preaker dans Sharp Objects
- Patricia Arquette pour le rôle de Tilly Mitchell  dans Escape at Dannemora
  - Connie Britton pour le rôle de Debra Newell dans Dirty John
  - Carrie Coon pour le rôle de Vera Walker dans The Sinner
  - Laura Dern pour le rôle de Jennifer Fox dans The Tale
  - Anna Deavere Smith pour les rôles de plusieurs personnages dans Notes from the Field

### Années 2020
- 2020 : Michelle Williams pour le rôle de Gwen Verdon dans Fosse/Verdon
  - Kaitlyn Dever pour le rôle de Marie Adler dans Unbelievable
  - Anne Hathaway pour le rôle de Lexi  dans Modern Love
  - Megan Hilty pour le rôle de Patsy Cline dans Patsy et Loretta
  - Joey King pour le rôle de Gypsy Blanchard dans The Act
  - Jessie Mueller pour le rôle de Loretta Lynn dans Patsy et Loretta
  - Merritt Wever pour le rôle de Karen Duvall dans Unbelievable

- 2021 : Anya Taylor-Joy pour le rôle de Beth Harmon dans Le Jeu de la dame (The Queen's Gambit)
  - Cate Blanchett pour le rôle de Phyllis Schlafly dans Mrs. America
  - Michaela Coel pour le rôle d'Arabella Essiedu dans I May Destroy You
  - Daisy Edgar-Jones pour le rôle de Marianna Sheridan dans Normal People
  - Shira Haas pour le rôle d'Esther "Esty" Shapiro dans Unorthodox
  - Tessa Thompson pour le rôle de Sylvie Parker dans Sylvie's Love

- 2022 : Kate Winslet – Mare of Easttown
  - Danielle Brooks – Robin Roberts Presents: Mahalia
  - Cynthia Erivo – Genius: Aretha
  - Thuso Mbedu – The Underground Railroad
  - Elizabeth Olsen – WandaVision
  - Margaret Qualley – Maid

- 2023 : Amanda Seyfried – The Dropout
  - Julia Garner – Inventing Anna
  - Lily James – Pam and Tommy
  - Amber Midthunder – Prey
  - Julia Roberts – Gaslit
  - Michelle Pfeiffer – The First Lady

- 2024 : Ali Wong pour le rôle de Amy Lau dans Acharnés (Beef)
  - Kaitlyn Dever pour le rôle de Brynn dans Traquée (No One Will Save You)
  - Carla Gugino pour le rôle de Verna dans La Chute de la maison Usher (The Fall of the House of Usher)
  - Brie Larson pour le rôle de Elizabeth Zott dans Lessons in Chemistry
  - Bel Powley pour le rôle de Miep Gies dans Une lueur d'espoir (A Small Light)
  - Sydney Sweeney pour le rôle de Reality Winner dans Reality
  - Juno Temple pour le rôle de Dorothy "Dot" Lyon dans Fargo

- 2025 : Cristin Milioti pour le rôle de Sofia Gigante dans The Penguin
  - Cate Blanchett pour le rôle de Catherine Ravenscroft dans Disclaimer
  - Jodie Foster pour le rôle de Liz Danvers dans True Detective: Night Country
  - Jessica Lange pour le rôle de Lillian Hall dans The Great Lillian Hall
  - Phoebe-Rae Taylor pour le rôle de Melodie Brooks dans Le Silence de Mélodie (Out of My Mind)
  - Naomi Watts pour le rôle de Babe Paley dans Feud : Les Trahisons de Truman Capote (Feud: Capote vs. The Swans)

## Statistiques

### Nominations multiples
5 : Jessica Lange
2 : Felicity Huffman